# Driftmodell
Ein Driftmodell, auch Driftprognose, ist ein Vorhersageverfahren zur Simulation von Drift- und Ausbreitungsprozessen im Meer. Durch passende Driftmodelle wird das Wiederauffinden und Retten von Menschen oder die Ermittlung von Verursachern einer Verschmutzung erleichtert.

## Einzelheiten
Driftmodelle werden eingesetzt, um beispielsweise Vorhersagen für den Driftweg von Menschen in Seenot, treibenden Gegenständen oder über die Verbreitung eines Schadstoffs in einem Meeresabschnitt treffen zu können. Abhängig von der Fragestellung wendet man verschiedene Ausbreitungsmodelle an, die auf den Strömungsvorhersagen des operationellen Zirkulationsmodells basieren. 
Das Bundesamt für Seeschifffahrt und Hydrographie verwendet in Seenotfällen und bei Meeresverschmutzungen vorwiegend das Langrange’sche Ausbreitungsmodell. Dieses basiert auf einem Modell einer Teilchenwolke, deren Teilchen unter dem Einfluss der Strömung verdriftet werden. Für schwimmende Substanzen wird zusätzlich ein bestimmter Prozentsatz für den Einfluss der Windgeschwindigkeit eingerechnet, für Ölausbreitungen wird auch das physikalische Verhalten verschiedener Ölsorten auf der Wasseroberfläche und unter Wasser berücksichtigt. Darüber hinaus steht für Stoffe, die beispielsweise durch die Flüsse ins Meer transportiert werden und sich dort weiter ausbreiten und verteilen, das Euler’sche Ausbreitungsmodell zur Verfügung. Dieses simuliert durch einen Transportalgorithmus die zeitliche Entwicklung von Konzentrationsverteilungen.